# Сезон ФК «Карпати» (Львів) 2011—2012
| «Карпати» (Львів) у сезоні 2011/12 | «Карпати» (Львів) у сезоні 2011/12                                                                                                 |
| ---------------------------------- | --- |
| Ліга                               | Прем'єр-ліга |
| Місце в лізі                       | 14 |
| Раунд у Кубку                      | 1/2 |
| Головний тренер                    | Олег Кононов (1-13 тури), Павло Кучеров (14-20 тури, в.о.), Володимир Шаран (21-24 тури), Юрій Дячук-Ставицький (25-30 тури, в.о.) |
| Президент                          | Петро Димінський |
| Стадіон                            | «Україна», Львів |
| Капітан                            | Ігор Худоб'як |
| Найбільше матчів у лізі            | Андрій Ткачук — 28 |
| Найкращий бомбардир у лізі         | Перес Мартінес Лукас — 6 |

Сезон «Карпат» (Львів) 2011—2012 — 21-ий сезон футбольного клубу «Карпати» (Львів) у футбольних змаганнях України. У чемпіонаті команда посіла 14-е місце. У Кубку України клуб дійшов до 1/2 фіналу. Молодіжна команда «Карпат» посіла 9-те місце у першості України серед молодіжних складів.

## Чемпіонат
| Місце | Клуб                       | «Карпати» — клуб | «Карпати» — клуб | І  | В  | Н  | П  | М     | О  |
| Місце | Клуб                       | удома            | у гостях         | І  | В  | Н  | П  | М     | О  |
| ----- | -------------------------- | ---------------- | ---------------- | -- | -- | -- | -- | ----- | -- |
|       | «Шахтар» (Донецьк)         | 0:5              | 1:2              | 30 | 25 | 4  | 1  | 80-18 | 79 |
|       | «Динамо» (Київ)            | 0:1              | 0:2              | 30 | 23 | 6  | 1  | 56-12 | 75 |
|       | «Металіст» (Харків)        | 1:2              | 1:3              | 30 | 16 | 11 | 3  | 54-32 | 59 |
| 4     | «Дніпро» (Дніпропетровськ) | 0:2              | 0:2              | 30 | 15 | 7  | 8  | 52-35 | 52 |
| 5     | «Арсенал» (Київ)           | 0:3              | 2:3              | 30 | 14 | 9  | 7  | 44-27 | 51 |
| 6     | «Таврія» (Сімферополь)     | 2:3              | 1:1              | 30 | 12 | 9  | 9  | 43-36 | 45 |
| 7     | «Металург» (Донецьк)       | 0:2              | 1:2              | 30 | 12 | 6  | 12 | 35-34 | 42 |
| 8     | «Ворскла» (Полтава)        | 0:2              | 1:1              | 30 | 9  | 10 | 11 | 38-43 | 37 |
| 9     | «Чорноморець» (Одеса)      | 1:1              | 2:2              | 30 | 10 | 7  | 13 | 32-42 | 37 |
| 10    | «Кривбас» (Кривий Ріг)     | 2:0              | 1:1              | 30 | 9  | 6  | 15 | 22-38 | 33 |
| 11    | «Іллічівець» (Маріуполь)   | 3:0              | 0:1              | 30 | 8  | 8  | 14 | 28-42 | 32 |
| 12    | «Волинь» (Луцьк)           | 1:0              | 2:0              | 30 | 7  | 6  | 17 | 25-43 | 27 |
| 13    | «Зоря» (Луганськ)          | 2:1              | 1:5              | 30 | 6  | 8  | 16 | 34-58 | 26 |
| 14    | «Карпати» (Львів)          |                  |                  | 30 | 5  | 8  | 17 | 27-51 | 23 |
| 15    | «Оболонь» (Київ)           | 0:0              | 0:2              | 30 | 4  | 9  | 17 | 17-42 | 21 |
| 16    | ПФК «Олександрія»          | 1:1              | 1:1              | 30 | 4  | 8  | 18 | 24-58 | 20 |

### Статистика гравців
У чемпіонаті за клуб виступали 36 гравців:
| №            | Футболіст                      | Дата народження   | Країна             | Ігри     | Голи     |
| Воротарі     | Воротарі                       | Воротарі          | Воротарі           | Воротарі | Воротарі |
| ------------ | ------------------------------ | ----------------- | ------------------ | -------- | -------- |
| 32           | Богатінов Мартін               | 26 квітня 1986    | Північна Македонія | 12       | 20п      |
| 22           | Тлумак Андрій Богданович       | 7 березня 1979    | Україна            | 18       | 31п      |
| Захисники    |                                |                   |                    |          |          |
| 21           | Балажіц Грегор                 | 12 лютого 1988    | Словенія           | 19       | 0        |
| 47           | Болохан Вадим                  | 15 серпня 1986    | Молдова            | 5        | 0        |
| 41           | Гірський Степан Богданович     | 8 січня 1991      | Україна            | 9        | 0        |
| 20           | Гомес Перес Борха              | 14 травня 1988    | Іспанія            | 18       | 0        |
| 4            | Мілошевіч Іван                 | 3 листопада 1984  | Сербія             | 25       | 2        |
| 8            | Ощипко Ігор Дмитрович          | 25 жовтня 1985    | Україна            | 20       | 0        |
| 15           | Петрівський Тарас Степанович   | 3 лютого 1984     | Україна            | 9        | 0        |
| 44           | Федецький Артем Андрійович     | 26 квітня 1985    | Україна            | 24       | 3        |
| Півзахисники |                                |                   |                    |          |          |
| 7            | Годвін Самсон                  | 11 листопада 1983 | Нігерія            | 8        | 0        |
| 17           | Голодюк Олег Юрійович          | 2 січня 1988      | Україна            | 18       | 1        |
| 89           | Авелар Даніло Фернандо         | 9 червня 1989     | Бразилія           | 5        | 2        |
| 99           | Даушвілі Муртаз                | 1 травня 1989     | Грузія             | 9        | 0        |
| 9            | Маркес Креспо Крістобаль       | 21 квітня 1984    | Іспанія            | 7        | 1        |
| 30           | Кравченко Костянтин Сергійович | 24 вересня 1986   | Україна            | 3        | 0        |
| 7            | Ксьонз Павло Сергійович        | 2 січня 1987      | Україна            | 7        | 0        |
| 19           | Мартинюк Ярослав Петрович      | 20 лютого 1989    | Україна            | 12       | 0        |
| 31           | Михальов Ілля Русланович       | 31 липня 1990     | Україна            | 2        | 0        |
| 43           | Озарків Ігор Ігорович          | 21 січня 1992     | Україна            | 10       | 0        |
| 25           | Ткачук Андрій Миколайович      | 18 листопада 1987 | Україна            | 28       | 0        |
| 16           | Худоб'як Ігор Ярославович      | 20 лютого 1985    | Україна            | 23       | 0        |
| Нападники    |                                |                   |                    |          |          |
| 80           | Роша Батіста Вільям            | 27 липня 1980     | Бразилія           | 11       | 3        |
| 14           | Варанков Андрей Мікалаєвіч     | 8 лютого 1989     | Білорусь           | 5        | 0        |
| 10           | Гладкий Олександр Миколайович  | 24 серпня 1987    | Україна            | 8        | 3        |
| 36           | Гудима Володимир Ярославович   | 20 липня 1990     | Україна            | 2        | 0        |
| 10           | Гурулі Александер              | 9 листопада 1985  | Грузія             | 7        | 0        |
| 27           | Де Олівейра Перейра Ерік       | 5 грудня 1985     | Бразилія           | 6        | 0        |
| 11           | Зеньов Сергей                  | 20 квітня 1989    | Естонія            | 17       | 1        |
| 9            | Кінк Тармо                     | 6 жовтня 1985     | Естонія            | 5        | 0        |
| 28           | Кас'ян Олександр Юрійович      | 27 січня 1989     | Україна            | 8        | 2        |
| 18           | Кополовець Михайло Михайлович  | 29 січня 1984     | Україна            | 20       | 1        |
| 50           | Костевич Володимир Євгенович   | 23 жовтня 1992    | Україна            | 1        | 0        |
| 79           | Кузнецов Сергій Сергійович     | 31 серпня 1982    | Україна            | 3        | 2        |
| 77           | Перес Мартінес Лукас           | 10 вересня 1988   | Іспанія            | 26       | 6        |
| 99           | Пачеко Герман Есекель          | 19 травня 1991    | Аргентина          | 6        | 0        |

## Кубок України
| Етап | Дата            | Господар             | Рахунок          | Гість                 |
| ---- | --------------- | -------------------- | ---------------- | --------------------- |
| 1/16 | 21 вересня 2011 | ФК «Полтава»         | 0:1              | «Карпати» (Львів)     |
| 1/8  | 26 жовтня 2011  | «Карпати» (Львів)    | 1:0              | «Металіст» (Харків)   |
| 1/4  | 11 квітня 2012  | «Карпати» (Львів)    | 2:1              | «Чорноморець» (Одеса) |
| 1/2  | 28 квітня 2012  | «Металург» (Донецьк) | 0:0 дч, пен. 7:6 | «Карпати» (Львів)     |